# Lepidodactylus babuyanensis
Lepidodactylus babuyanensis — вид геконоподібних ящірок родини геконових (Gekkonidae). Ендемік Філіппін. Описаний у 2021 році.

## Поширення і екологія
Lepidodactylus babuyanensis мешкають на островах Бабуян, Калаян, Каміґуїн, Далупірі і Фуґа в групі островів Бабуян, розташованих в Лусонській протоці на крайній півночі Філіппінського архіпелагу. Вони живуть у вологих тропічних лісах.